# Kirk Andreas

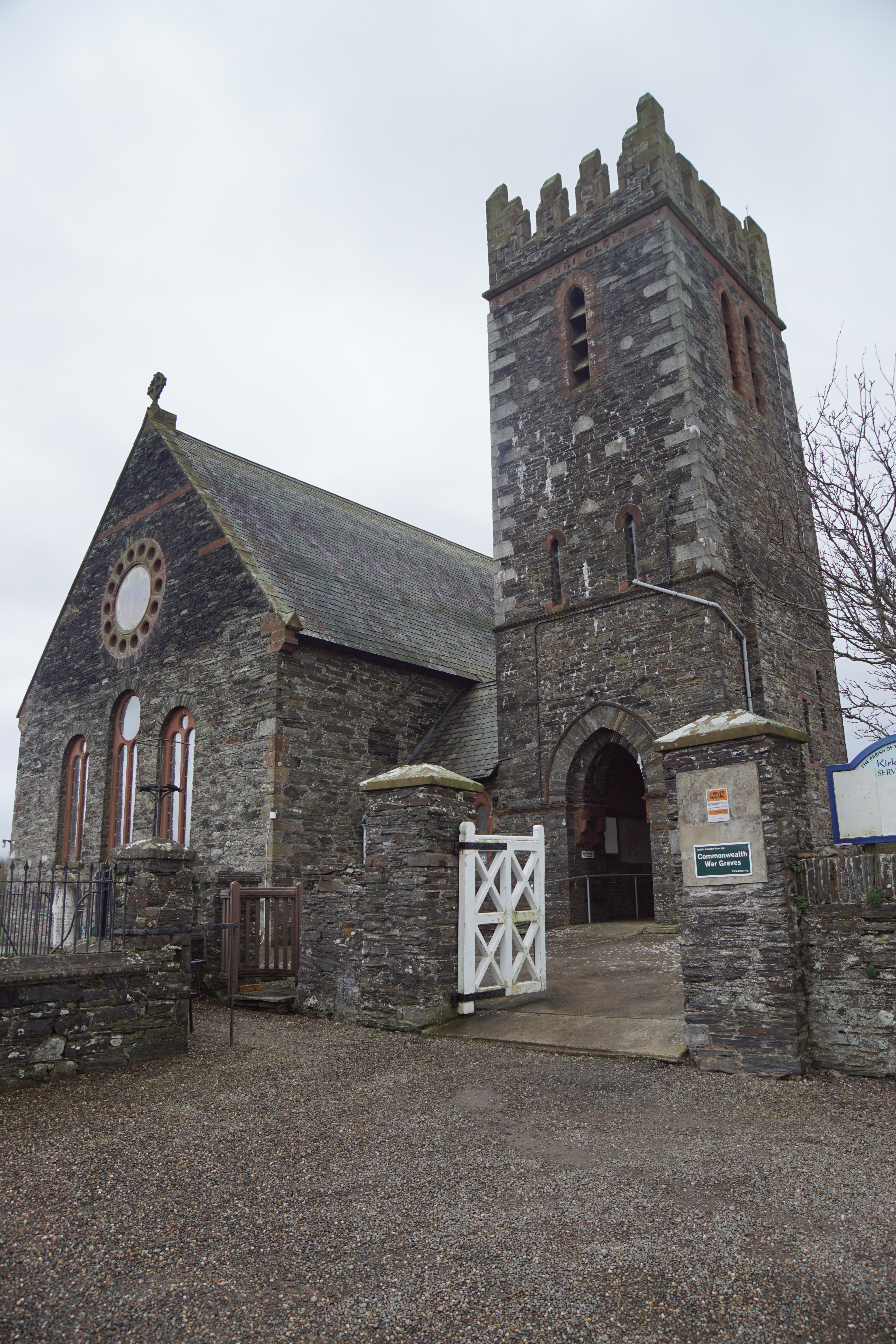
Kirk Andreas op het eiland Man)

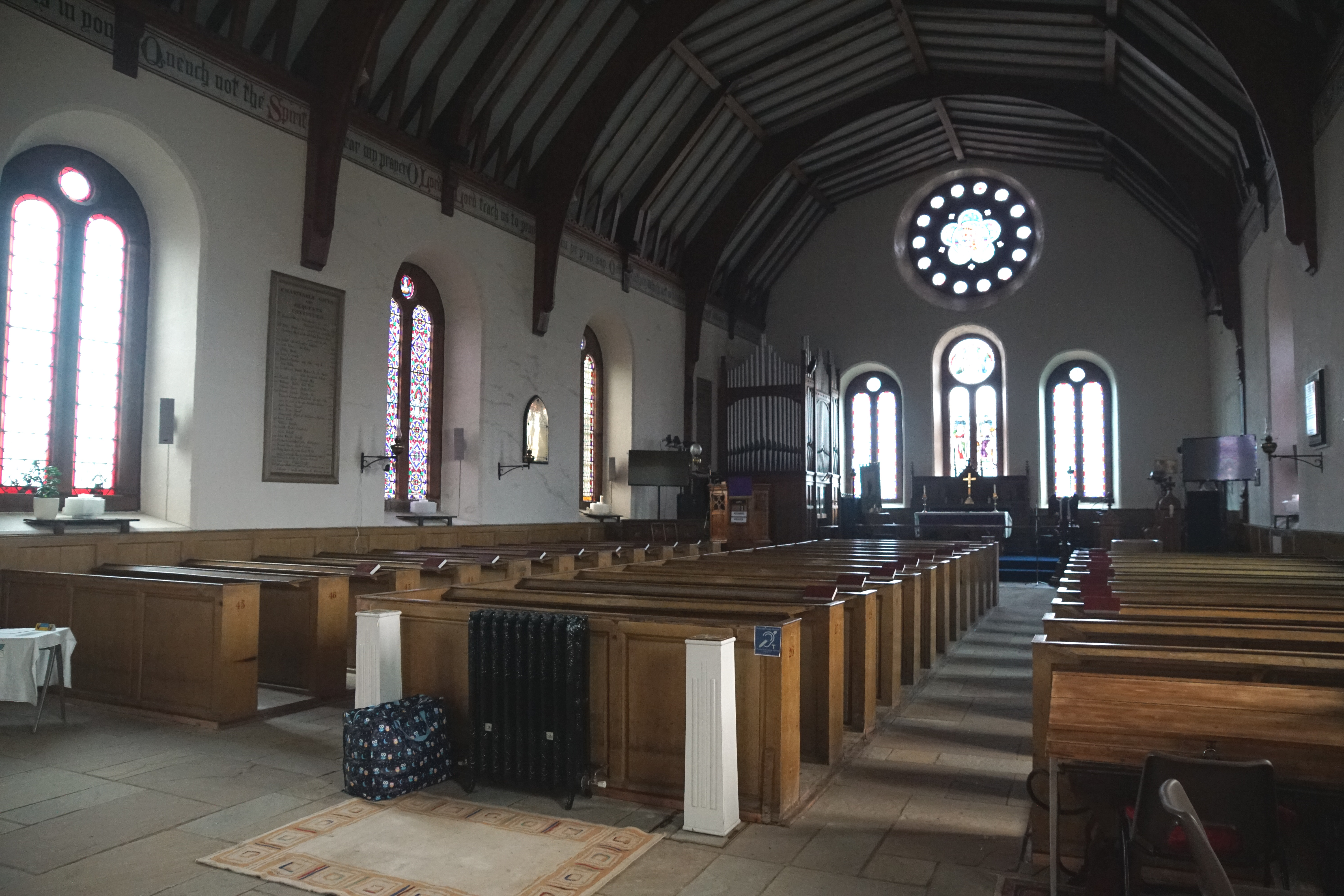
Interieur.

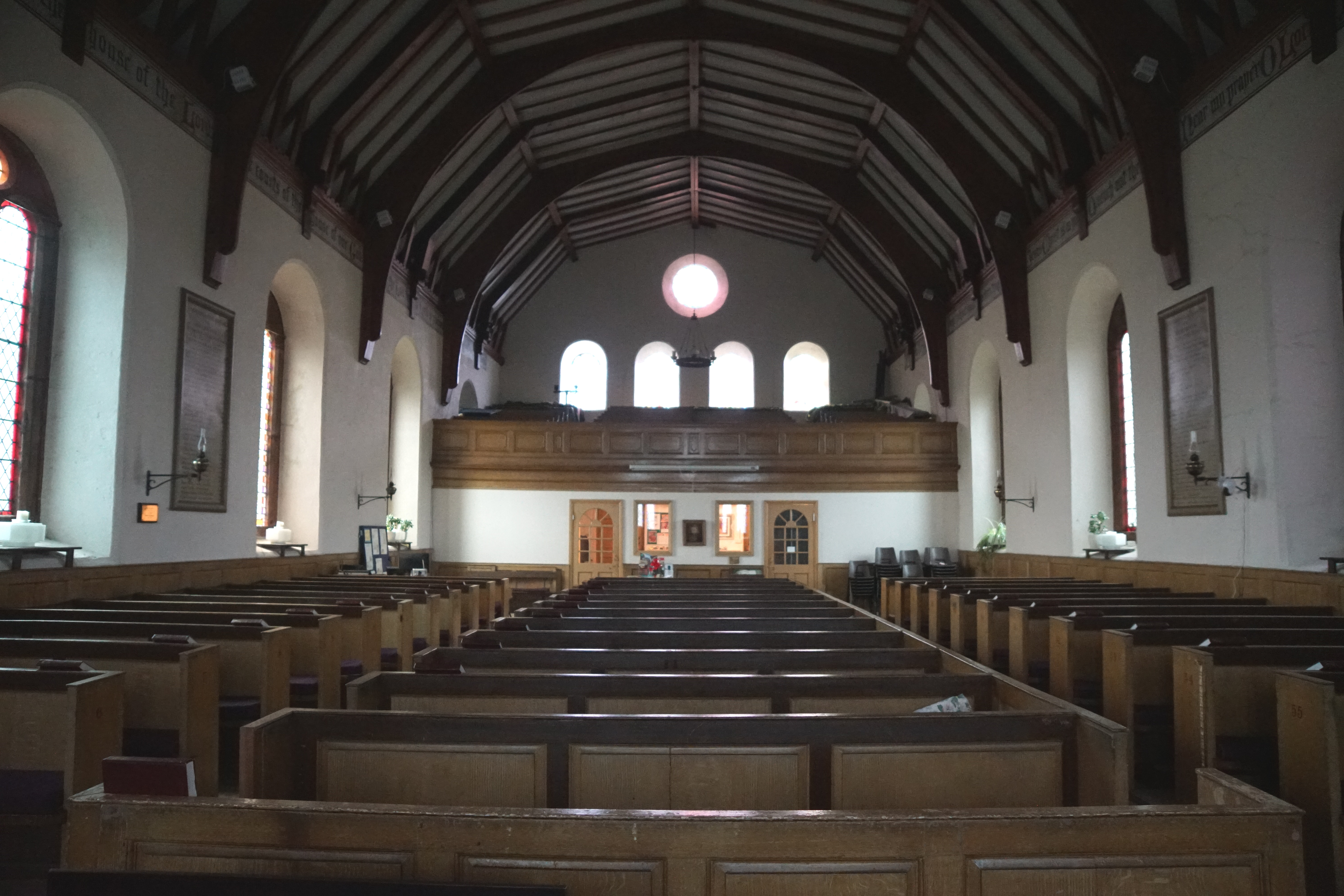
Interieur kijkende naar het westen.

Kirk Andreas, ook Andreas Church en St Andrew's Church, is een vroeg negentiende-eeuwse kerk, gelegen aan de zuidzuidoostzijde van het dorp Andreas, circa zes kilometer ten noordwesten van Ramsey op het eiland Man.

## Geschiedenis

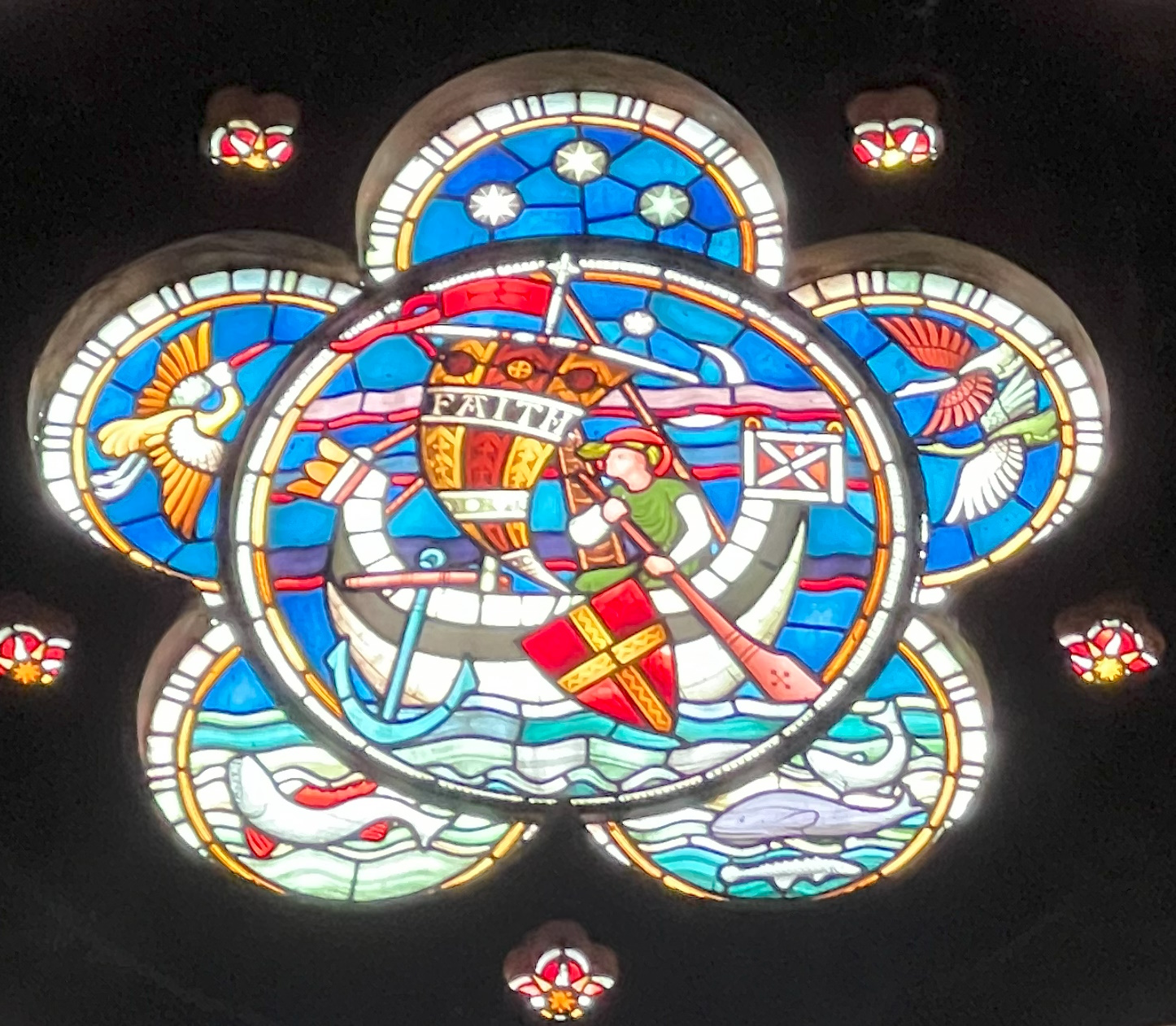
Gebrandschilderd glas.

Kirk Andreas werd gebouwd tussen 1800 en 1808 ter vervanging van een oudere kerk die iets noordelijker stond. In 1869-1870 werd een losse klokkentoren van 36,6 meter hoog bijgebouwd aan de noordoostelijke zijde evenals een breed toegangsportaal aan de zuidwestelijke kant. De toegang tot de kerk loopt van de noordoostelijke kant waar de weg is, door een gewelfde doorgang door de toren naar de zuidwestelijke toegang.
Tijdens de Tweede Wereldoorlog werd in 1940 de toren verlaagd naar 18,3 meter in verband met de veiligheid van een nabijgelegen vliegveld. De toren zou na de oorlog weer worden opgebouwd tot de oorspronkelijke hoogte maar dat is nooit gebeurd.
Op de begraafplaats zijn sporen aangetroffen uit de tijd van de Vikingen, maar ook graven uit het neolithicum en de bronstijd.

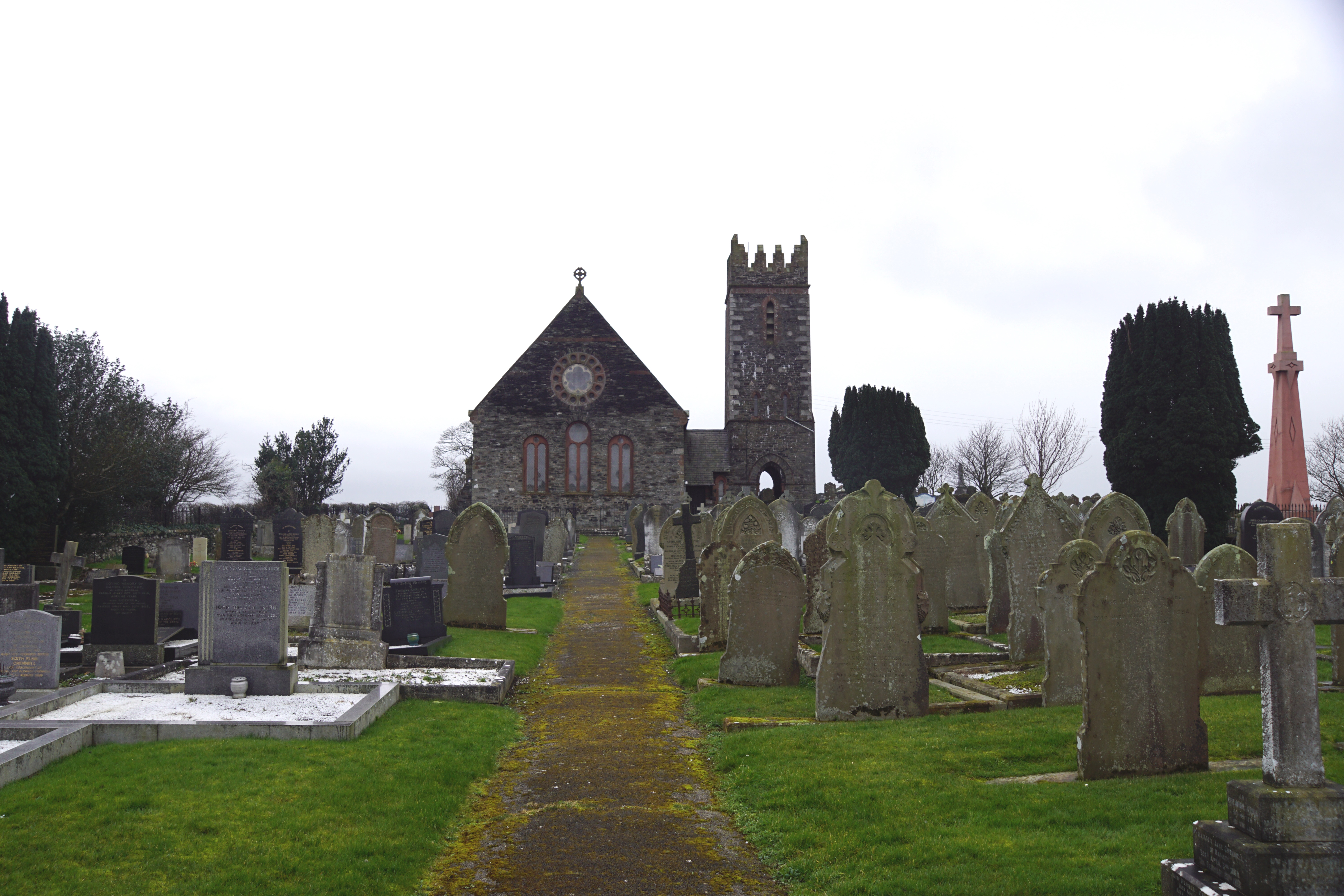
Vanuit het oosten met rechts het oorlogsmonument.
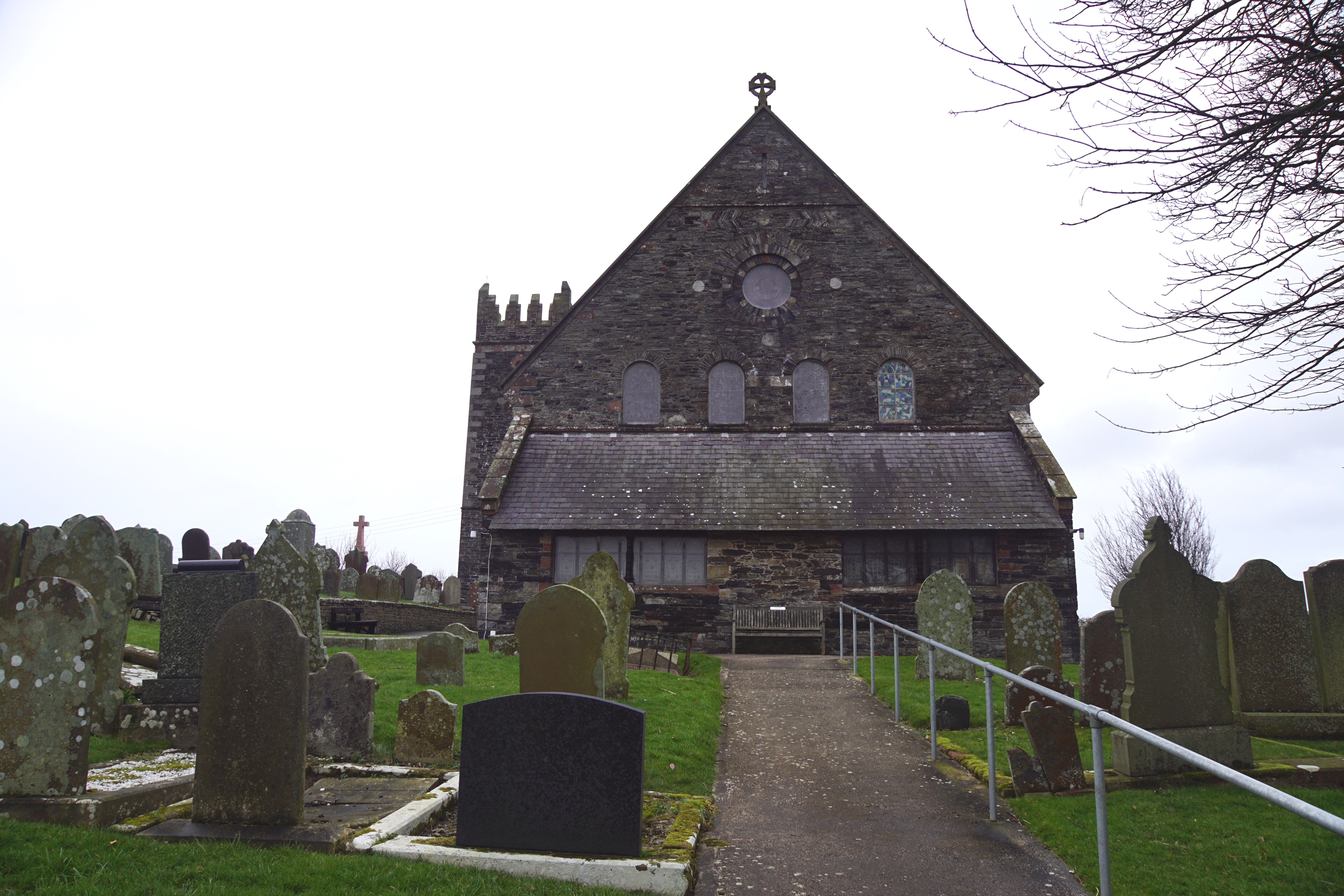
Vanuit het westen.

## Bouw
De kerk heeft een rechthoekige plattegrond. De kerk is noordoostelijk geörienteerd. Er is geen onderscheid tussen koor en schip. Er zijn twee zijbeuken. De kerk wordt gesteund door steunberen.
Het interieur van de kerk is laat-Georgiaans. De kerk beschikt over een westgalerij. De kerkbanken zijn origineel. In de Victoriaanse tijd is er een open wagendak aangebracht. De preekstoel dateert uit 1893, het doopvont uit 1868. De kerk heeft een groot aantal gebrandschilderde ramen uit de tweede helft van de negentiende eeuw, waaronder een rond raam met de kerk afgebeeld als schip en het geloof als zeil.
De kerk is omringd door een begraafplaats waar zich onder meer de resten bevinden van een vroege kapel genaamd Knock y Donee Keeill en een aantal oorlogsgraven. De kerk ligt aan de zuidwestelijke zijde in het midden.
Aan de noordoostzijde van de kerk staat een oorlogsmonument uit 1924 gemaakt door Cosmo Kendall van 12,2 meter hoog.

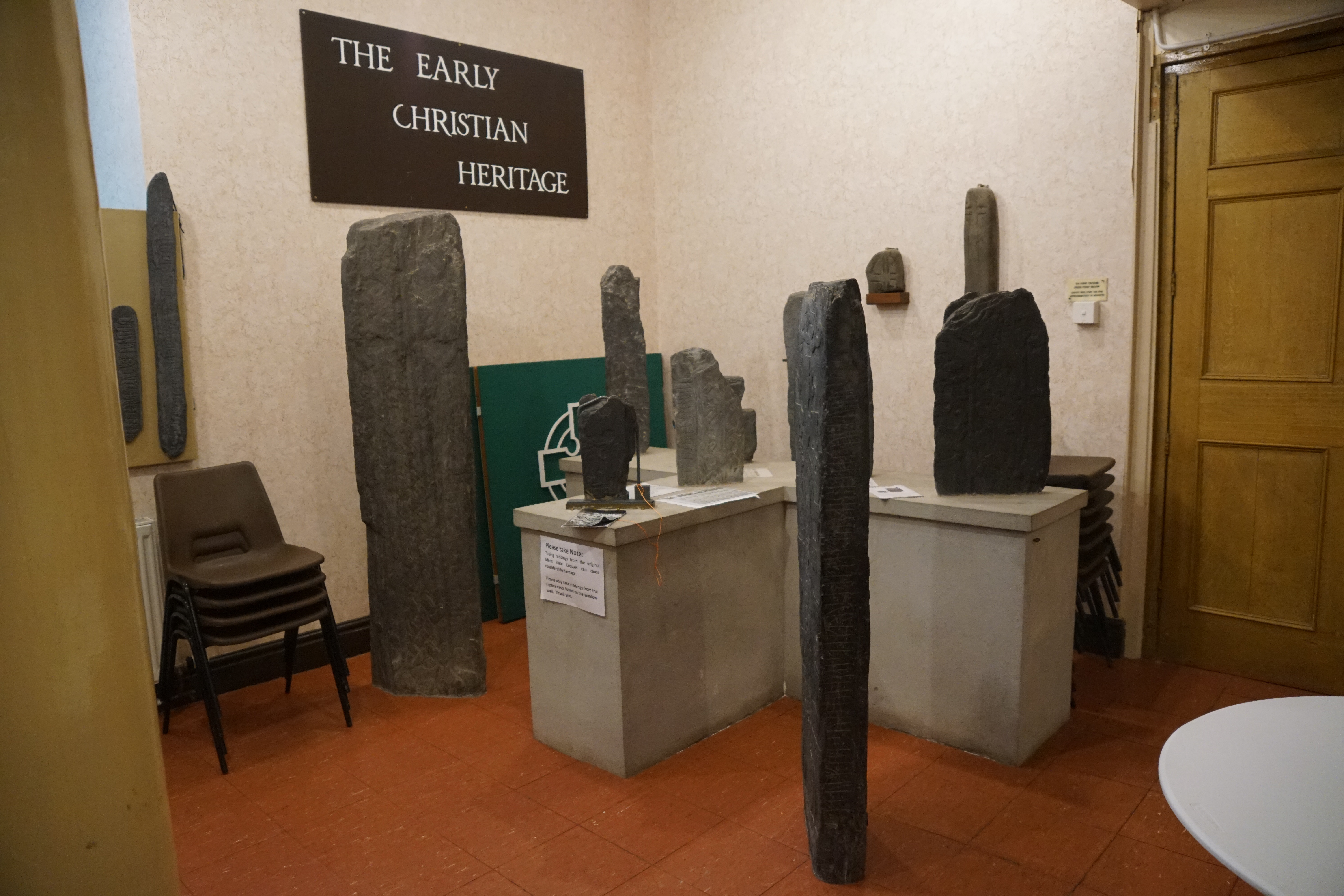
De collectie kruisen.

### Kruisen
In de kerk bevindt zich in de westelijke annex een verzameling van Viking-grafkruisen uit de achtste, negende en tiende eeuw). Deze zijn alle gevonden in de parochie Andreas en voornamelijk op de begraafplaats. Anno 2024 worden er 11 kruisen tentoongesteld. Volgens de nummering van de  Manx National Heritage gaat het om de nummers 36, 37, 60, 99, 109, 111, 113, 121, 128, 131 en 168. De belangrijkste zijn het Gaut's Cross (Manx Cross 99), een Sigurd Cross (Manx Cross 121), Thorwald's Cross (Manx Cross 128) en Sandulf's Cross (Manx Cross 131). Gaut's Cross heet zo omdat het gemaakt is door ene Gautr, waar ook een ander kruis van bekend is. Het Sigurd's Cross toont twee scenes uit de Volsong-cyclus over de held Sigurd. Op Thorwald's Cross is aan de ene kant Odin afgebeeld die wordt opgegeten door de wolf Fenris zoals de mythe over het einde van de wereld vertelt, terwijl aan de andere kant een figuur met boek en kruis is afgebeeld die een slang vertrappeld met ernaast het christelijke symbool van een vis. Het Sandulf's Cross werd opgericht ter ere van de vrouw van Sandulf die zelf vermoedelijk te paard is afgebeeld.